# Agonochaetia conspersa
Agonochaetia conspersa är en fjärilsart som beskrevs av Braun 1921. Agonochaetia conspersa ingår i släktet Agonochaetia och familjen stävmalar. Inga underarter finns listade i Catalogue of Life.